# Vodskov
Vodskov is een plaats in de Deense regio Noord-Jutland, gemeente Aalborg. Het is een plaats 11 km ten noordoosten van de stad Aalborg en telt 4371 inwoners (2007). Het dorp ligt aan de voormalige spoorlijn Fjerritslev - Frederikshavn. Het stationsgebouw is bewaard gebleven.

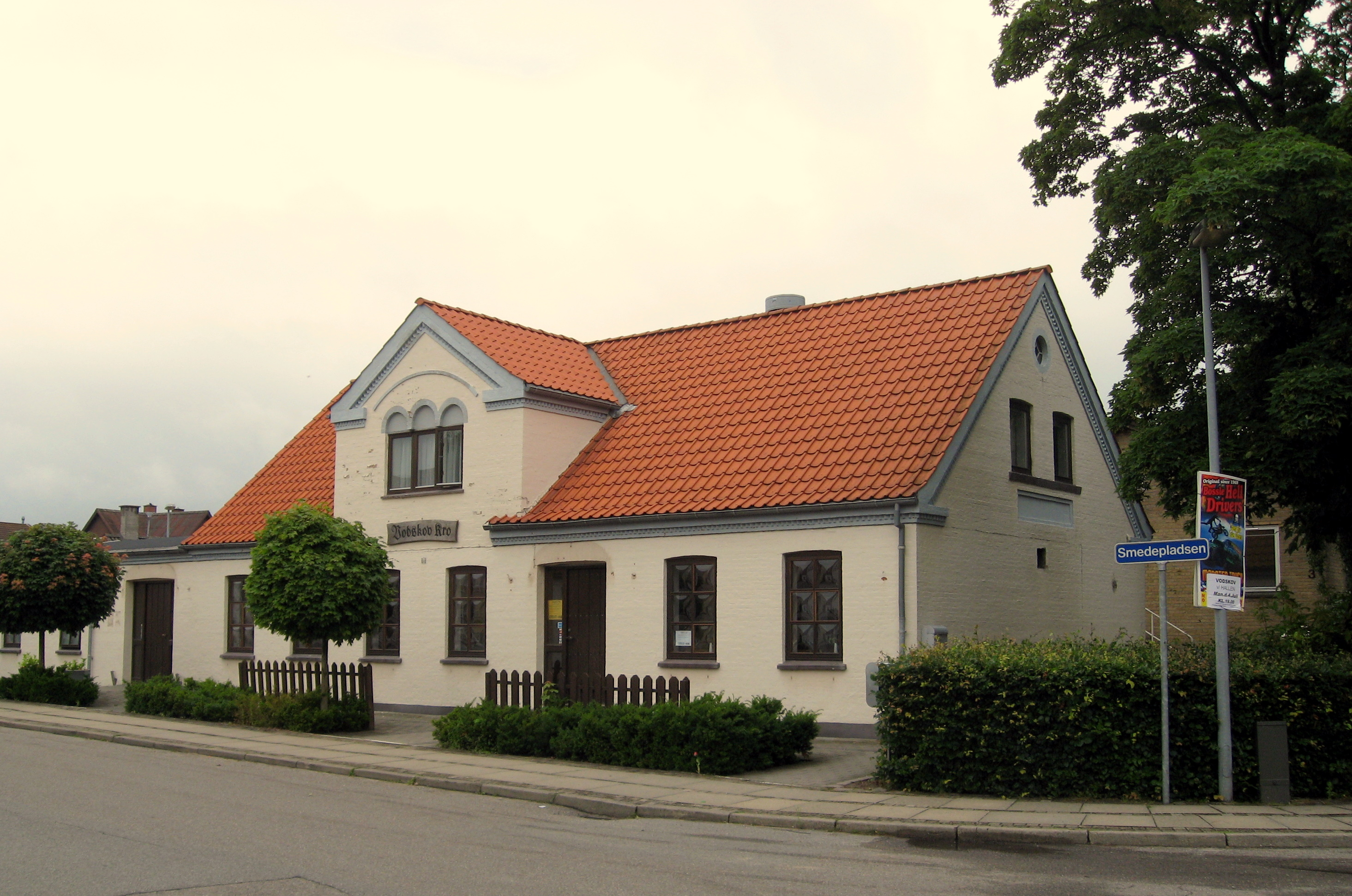
Gemeentehuis
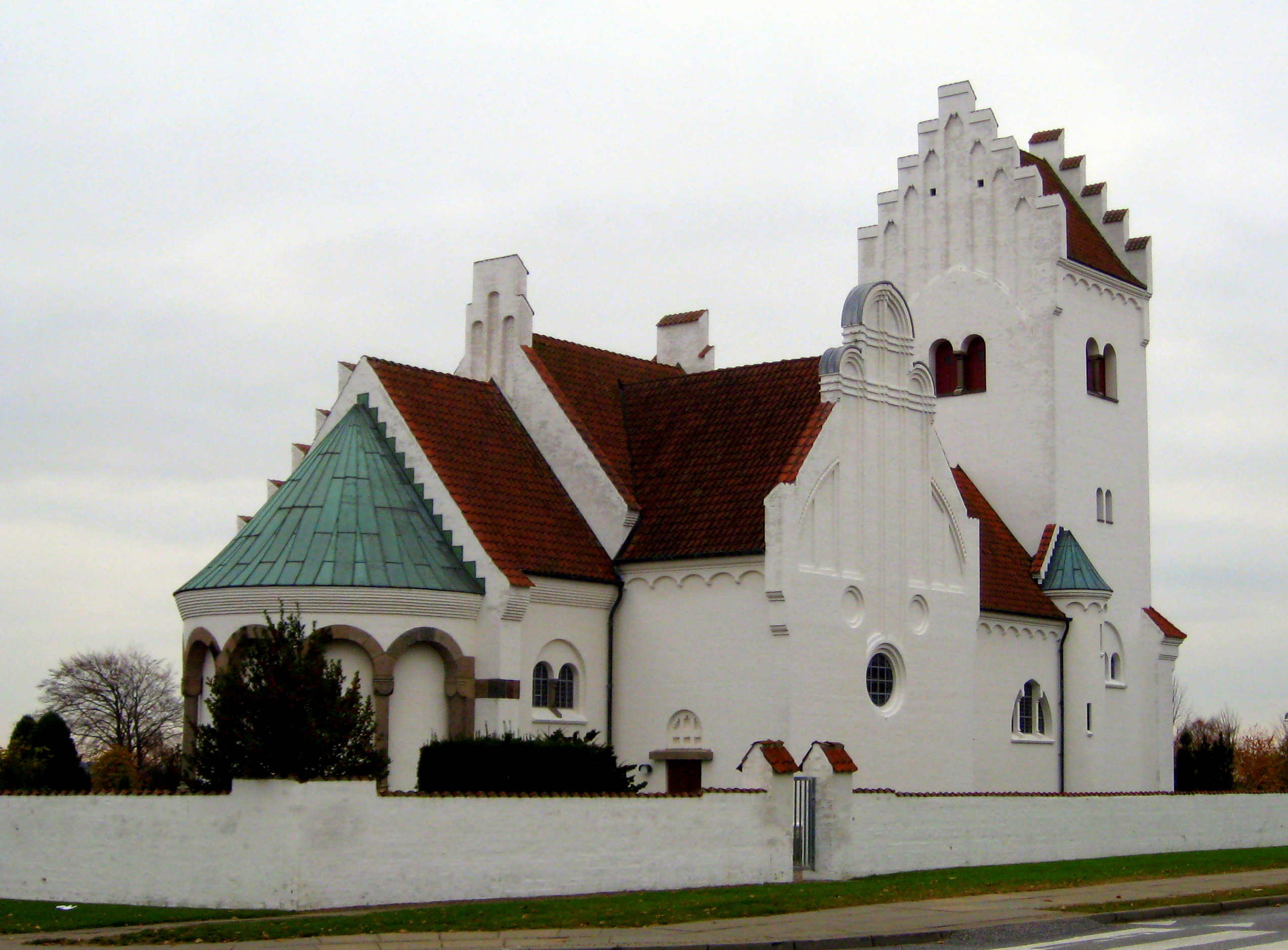
Kerk

- Virtual International Authority File: 315524077